# Marie Doležalová
Marie Doležalová (* 24. ledna 1987 Karviná) je česká herečka a blogerka.

## Život
Narodila se v Karviné, základní školu absolvovala v Trutnově. V roce 2007 maturovala na hudebně dramatickém oddělení Pražské konzervatoře, 6. ročník dokončila v roce 2009. Na první pokus se ale na tuto školu nedostala, ale pak se zúčastnila konkurzu na chystaný televizní film Jiřího Krejčíka. Roli sice nedostala, ale začala na sobě víc pracovat, i s pomocí Yvetty Kornové. Po dobu studia hrála v představeních Divadla Konzervatoře. Poté byla členkou souboru Strašnického divadla a hrála ve svém vlastním muzikálu Krysy. Na Krysy navázala svojí druhou hrou Zápalka, aneb noc v kabaretu (2010), kterou také sama režírovala. Před kamerou se poprvé objevila v televizní pohádce Lojzička je číslo Jaroslava Hanuše (2006), ve filmu debutovala v roli Išky v Pusinkách Karin Babinské (2007). Hrála také v několika televizních seriálech a v klipu k písni Anděl Xindla X. Je členkou hudební skupiny Olats otesoc, jejíž základ tvoří spolužáci z konzervatoře, pro kterou skládá písničky. Koncerty kapely se vyznačují humorem, různými převleky a hereckými čísly. O kapele Doležalová říká: „Jedinou naší ambicí je výzkum, kam až lze v trapnosti dojít.“ S Janem Cinou také účinkovala na festiválku pantomimy, pohybu a improvizace Jsem spokojenej v kině Aero a uváděla s ním televizní pořad Planeta Yó (2011). Spolu se skupinou Olats otesoc se podílela na krátkém animovaném filmu Až po uši v mechu (2015). Nyní je členkou souboru Divadla Na Fidlovačce
Psala blog Kafe a cigárko o životě herečky, který získal Literu za blog roku v rámci cen Magnesia Litera 2015. Na podzim roku 2015 vyšel blog knižně, o rok později vyšel i jako audiokniha, načetla jej sama herečka. Napsala také několik textů pro časopis Reportér. V roce 2018 jí vyšla kniha vzpomínek na dětství Jeden kopeček šmoulový.
V roce 2015 vyhrála spolu s Markem Zelinkou taneční soutěž celebrit České televize StarDance ...když hvězdy tančí.
V březnu 2018 oznámila 5 měsíců utajované těhotenství s partnerem Markem Zelinkou.
Dne 7. srpna 2018 se jim narodila dcera Alfréda. Dne 18. března 2020 se páru narodilo druhé dítě, syn Rudolf.

## Filmografie

### Film
| Rok  | Název               | Role                  | Poznámka         |
| ---- | ------------------- | --------------------- | ---------------- |
| 2007 | Pusinky             | Iška                  |                  |
| 2012 | Praho, má lásko     |                       |                  |
| 2014 | Parádně pokecal     | Marie                 |                  |
| 2014 | Tři holky jako květ | Amber                 | divadelní záznam |
| 2015 | Sezn@mka            | Sekretářka            |                  |
| 2016 | Až po uši v mechu   | vypravěč (pouze hlas) |                  |

### Televize
| Rok         | Název                     | Role                                | Poznámka                 |
| ----------- | ------------------------- | ----------------------------------- | ------------------------ |
| 2006        | Lojzička je číslo         | Lojzička                            | TV film                  |
| 2006 - 2009 | Ordinace v růžové zahradě | Saša Jurigová                       | 18 epizod                |
| 2008        | Dobrá čtvrť               | Šárka                               | 5 epizod                 |
| 2008        | Šejdrem                   | Dáňa                                | TV film                  |
| 2008 - 2011 | Comeback                  | Alexandra „Saša“ Bůčková            | 51 epizod (všechny)      |
| 2010        | Osudové peníze            |                                     | TV film                  |
| 2010 - 2012 | Vyprávěj                  | Milena Jeníková                     | 29 epizod                |
| 2011        | Aféry                     | Kristýna Pavlíčková                 | 1 epizoda (Voyeur)       |
| 2012        | Definice lásky            | číšnice Lenka                       | TV film                  |
| 2012        | Obchoďák                  | Mirka                               | 21 epizod                |
| 2013        | Cesty domů                | Alena Brázdová                      | 31 epizod                |
| 2013        | Helena                    | Vendulka Plachá                     | 2 epizody                |
| 2014        | Princezna a písař         | dvorní dáma Kornélie                | TV film                  |
| 2014        | Neviditelní               | Berková                             | 2 epizody                |
| 2014        | Kriminálka Anděl          | Izabela Pláničková / Šárka Franková | 1 epizoda (Slečna smrt)  |
| 2016        | Doktor Martin             | Růženka                             | 1 epizoda (Záskok)       |
| 2017        | Svět pod hlavou           | mladší Simona Marvanová             | 6 epizod                 |
| 2017        | Kafe & Cigárko            | Marie Doležalová                    | 6 epizod                 |
| 2017        | Krmelec U Muflona         | slepice                             | 1 epizoda (Porno)        |
| 2017        | Život a doba soudce A. K. | Kateřina Šišková                    | 1 epizoda (Pánská jízda) |

### Divadlo

#### Divadlo Konzervatoře
- Tři v tom (2007–2009) – Colombína
- Yvonna, princezna Burgundská (2008–2009) – dvorní dáma; teta
- Liliomfi (2008–2009) – vychovatelka Kamila

#### Strašnické divadlo
- Bílá vrána (2005–2008) – Dafné
- Mauglí (Knihy džunglí) (2005–2006) – had Ká
- Popcorn (2006–) – Velvet Delamitri
- Tři v tom (obnovená premiéra hry Divadla Konzervatoře 25. října 2009) – Colombína

#### Divadlo Na Prádle
- Leonard Gershe: I motýli jsou volní (2006–)
- Krysy (2009) – autorství, režie, role Stračinské

#### Národní divadlo
- Srpen v zemi indiánů (2009) – Jean Fordhamová

#### Divadlo Na Fidlovačce
- Tři holky jako květ (2011)
- Dům čtyř letor (2012)
- Babička (2013) – Kristla
- Nevěsta (2013) – dívka v baru
- Až naprší a uschne/Hay Fever (2013) – Sorel Blissová
- Pět ve stejných šatech (2013) – Frances
- Eva tropí hlouposti (2014) – Eva

#### Letní shakespearovské slavnosti
- Večer tříkrálový aneb Cokoli chcete (2016) – Olivie